# Église Notre-Dame-de-l'Assomption de Cadalen
L'église Notre-Dame-de-l'Assomption de Cadalen est un ancien édifice religieux catholique à Cadalen dans le département du Tarn en France. Elle est inscrite au titre de monument historique par arrêté du 18 juin 1927. 

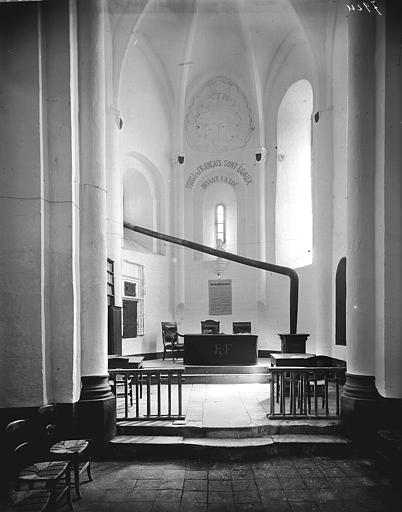
L'église Notre-Dame, lorsqu'elle servait de mairie

## Origine
La construction de l'église Notre-Dame-de-l'Assomption date du XIIe siècle, lorsque Cadalen était une ville importante, capitale de la basse terre de l'Albigeois. C'est un édifice roman rectangulaire avec abside semi-circulaire. Au XIXe siècle, une autre église est construite à seulement quelques mètres, et nommée elle-aussi "église Notre-Dame de l'Assomption", mais dite nouvelle. Désaffectée du fait de cette concurrence, l'ancienne église a un temps servit de mairie et d'école.
Néanmoins, en 1951, le clocher s'est effondré sur la nef, entraînant son écroulement. Il ne demeure que l'abside et le portail latéral orienté sud, rehaussé d'une corniche à modillons et d'un chrisme. Le chœur est partiellement détruit, et sont encore visible quatre chapiteaux.

## Projets

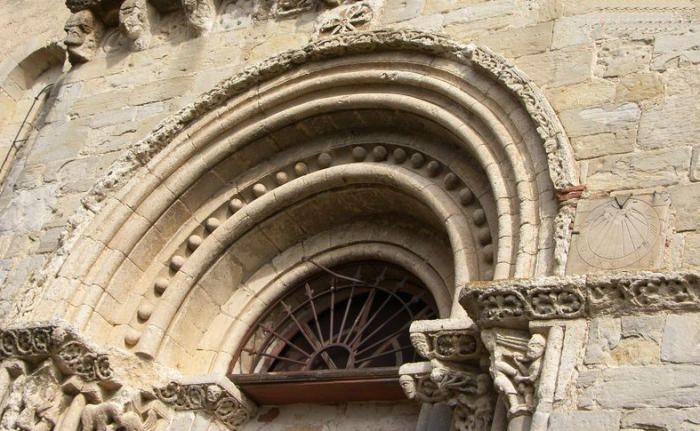
Portail latéral sud.

Les ruines continuant à s’abîmer, une réflexion a été menée avec Monique Corbière-Fauvel, maire de Cadalen et la communauté de communes Tarn et Dadou. Un projet de médiathèque a été décidé. Cependant, après deux ans d'études archéologiques, il s'avère impossible de mener à bien ce projet. Le directeur de la Drac a repris l'étude visant à préserver les vestiges les plus remarquables.